# Englefield
Englefield è un villaggio e una parrocchia civile nel Berkshire, in Inghilterra. Il villaggio è in gran parte entro i limiti della proprietà privata fortificata di Englefield House. Il villaggio è situato nell'autorità unitaria di West Berkshire, vicino a Reading. Altri luoghi nelle vicinanze includono Bradfield e Theale.
Nell'870 il villaggio è stato il sito della battaglia di Englefield, combattuta tra gli Anglo-Sassoni sotto Aethelwulf, Ealdorman di Berkshire e i Danesi, e ha portato ad una clamorosa vittoria per i Sassoni. La battaglia è stata la prima di una serie nell'inverno dell'870-1. Il villaggio, si pensa che si sia chiamato così dopo la battaglia: dal significato di Englefield: o "campo inglese" o "faro del campo di allarme".
Englefield House è stata usata come location in film come X-Men - L'inizio (l'accademia dove si allenano i mutanti), Il discorso del re e Grandi Speranze e in serie televisive come Miss Marple, Hex e Jeeves and Wooster.